# Thoralf Glad
Thoralf Johan Glad (Oslo, 1 de febrer de 1878 - Oslo, 17 de juliol de 1969) va ser un regatista noruec que va competir a començaments del segle xx.
El 1912 va prendre part en els Jocs Olímpics d'Estocolm, on va guanyar la medalla d'or en la categoria de 8 metres del programa de vela. Glad navegà a bord del Taifun junt a Thomas Aas, Andreas Brecke, Torleiv Corneliussen i Christian Jebe.